# Reliance Industries
Reliance Industries Limited er et indisk multinationalt konglomerat med hovedkvarter i Mumbai. Forretningsomfanget omfatter energi, petrokemi, naturgas, detailhandel, telekommunikation, massemedier og tekstilindustri.